# Saison NBA 1994-1995
Navigation
Saison 1993-1994 Saison 1995-1996
La saison NBA 1994-1995 est la 46e saison de la National Basketball Association (la 49e en comptant les trois saisons de BAA). Les Rockets de Houston remportent le titre NBA en battant en Finale le Magic d'Orlando par 4 victoires à 0.

## Faits notables
- Le All-Star Game 1995 s'est déroulé à la America West Arena à Phoenix où les All-Star de l'Ouest ont battu les All-Star de l'Est 139-112. Mitch Richmond (Kings de Sacramento) a été élu Most Valuable Player.
- Michael Jordan sort de sa retraite et revient aux Bulls de Chicago au milieu de la saison régulière, après avoir tenté une carrière en ligue mineure de baseball. Depuis que les Bulls ont retiré son numéro 23, il avait opté pour le numéro 45. Cependant, il reprendra son numéro au cours du second tour des playoffs contre le Magic d'Orlando, où les Bulls seront éliminés en six matches.
- Les Rockets de Houston deviennent l'équipe la plus mal classée de l'histoire (6e de la Conférence Ouest) à remporter le titre de champion NBA.
- Les Bulls de Chicago jouent leur premier match au United Center.
- Les Celtics de Boston jouent leur dernier match au Boston Garden.
- Les Trail Blazers de Portland jouent leur dernier match au Memorial Coliseum.
- Les Cavaliers de Cleveland jouent leur première rencontre à la Gund Arena (désormais Quicken Loans Arena).
- À cause de travaux de rénovations à la Key Arena, les SuperSonics de Seattle évoluent à domicile au Tacoma Dome, à Tacoma.
- Grant Hill devient le premier rookie à obtenir la majorité des suffrages pour le All-Star Game.
- Le Magic d'Orlando devient la première des quatre franchises d'expansion à atteindre les Finales NBA.
- Scottie Pippen devient le deuxième joueur de l'histoire de la NBA à finir une saison en tant que meilleur marqueur, rebondeur, passeur, contreur et intercepteur de son équipe : 21,4 points, 8,1 rebonds, 5,2 passes, 1,2 contre, 2,9 interceptions[1],[2].

## Classements de la saison régulière
| Champion de division | Qualifié pour les playoffs | Non qualifié pour les playoffs |

### Par division
| Division Atlantique   | V  | D  | PCT  | GB |
| --------------------- | -- | -- | ---- | -- |
| Magic d'Orlando       | 57 | 25 | 69.5 | -  |
| Knicks de New York    | 55 | 27 | 67.1 | 2  |
| Celtics de Boston     | 35 | 47 | 42.7 | 22 |
| Heat de Miami         | 32 | 50 | 39.0 | 25 |
| Nets du New Jersey    | 30 | 52 | 36.6 | 27 |
| 76ers de Philadelphie | 24 | 58 | 29.3 | 33 |
| Bullets de Washington | 21 | 61 | 25.6 | 36 |

| Division Centrale      | V  | D  | PCT  | GB |
| ---------------------- | -- | -- | ---- | -- |
| Pacers de l'Indiana    | 52 | 30 | 63.4 | -  |
| Hornets de Charlotte   | 50 | 32 | 61.0 | 2  |
| Bulls de Chicago       | 47 | 35 | 57.3 | 5  |
| Cavaliers de Cleveland | 43 | 39 | 52.4 | 9  |
| Hawks d'Atlanta        | 42 | 40 | 51.2 | 10 |
| Bucks de Milwaukee     | 34 | 48 | 41.5 | 18 |
| Pistons de Détroit     | 28 | 54 | 34.1 | 24 |

| Division Midwest          | V  | D  | PCT  | GB |
| ------------------------- | -- | -- | ---- | -- |
| Spurs de San Antonio      | 62 | 20 | 75.6 | -  |
| Jazz de l'Utah            | 60 | 22 | 73.2 | 2  |
| Rockets de Houston C      | 47 | 35 | 57.3 | 15 |
| Nuggets de Denver         | 41 | 41 | 50.0 | 21 |
| Mavericks de Dallas       | 36 | 46 | 43.9 | 26 |
| Timberwolves du Minnesota | 21 | 61 | 25.6 | 41 |

| Division Pacifique        | V  | D  | PCT  | GB |
| ------------------------- | -- | -- | ---- | -- |
| Suns de Phoenix           | 59 | 23 | 72.0 | -  |
| SuperSonics de Seattle    | 57 | 25 | 69.5 | 2  |
| Lakers de Los Angeles     | 48 | 34 | 58.5 | 11 |
| Trail Blazers de Portland | 44 | 38 | 53.7 | 15 |
| Kings de Sacramento       | 39 | 43 | 47.6 | 20 |
| Warriors de Golden State  | 26 | 56 | 31.7 | 33 |
| Clippers de Los Angeles   | 17 | 65 | 20.7 | 42 |

### Par conférence
| Conférence Est | Conférence Est         | Conférence Est | Conférence Est | Conférence Est |
| No             | Franchise              | Vic.           | Déf.           | PCT            |
| -------------- | ---------------------- | -------------- | -------------- | -------------- |
| 1              | Magic d'Orlando        | 57             | 25             | 69.5           |
| 2              | Pacers de l'Indiana    | 52             | 30             | 63.4           |
| 3              | Knicks de New York     | 55             | 27             | 67.1           |
| 4              | Hornets de Charlotte   | 50             | 32             | 61.0           |
| 5              | Bulls de Chicago       | 47             | 35             | 57.3           |
| 6              | Cavaliers de Cleveland | 43             | 39             | 52.4           |
| 7              | Hawks d'Atlanta        | 42             | 40             | 51.2           |
| 8              | Celtics de Boston      | 35             | 47             | 42.7           |
|                |                        |                |                |                |
| 9              | Bucks de Milwaukee     | 34             | 48             | 41.5           |
| 10             | Heat de Miami          | 32             | 50             | 39.0           |
| 11             | Nets du New Jersey     | 30             | 52             | 36.6           |
| 12             | Pistons de Détroit     | 28             | 54             | 34.1           |
| 13             | 76ers de Philadelphie  | 24             | 58             | 29.3           |
| 14             | Bullets de Washington  | 21             | 61             | 25.6           |

| Conférence Ouest | Conférence Ouest          | Conférence Ouest | Conférence Ouest | Conférence Ouest |
| No               | Franchise                 | Vic.             | Déf.             | PCT              |
| ---------------- | ------------------------- | ---------------- | ---------------- | ---------------- |
| 1                | Spurs de San Antonio      | 62               | 20               | 75.6             |
| 2                | Suns de Phoenix           | 59               | 23               | 72.0             |
| 3                | Jazz de l'Utah            | 60               | 22               | 73.2             |
| 4                | SuperSonics de Seattle    | 57               | 25               | 69.5             |
| 5                | Lakers de Los Angeles     | 48               | 34               | 58.5             |
| 6                | Rockets de Houston C      | 47               | 35               | 57.3             |
| 7                | Trail Blazers de Portland | 44               | 38               | 53.7             |
| 8                | Nuggets de Denver         | 41               | 41               | 50.0             |
|                  |                           |                  |                  |                  |
| 9                | Kings de Sacramento       | 39               | 43               | 47.6             |
| 10               | Mavericks de Dallas       | 36               | 46               | 43.9             |
| 11               | Warriors de Golden State  | 26               | 56               | 31.7             |
| 12               | Timberwolves du Minnesota | 21               | 61               | 25.6             |
| 13               | Clippers de Los Angeles   | 17               | 65               | 20.7             |

C - Champions NBA

## Playoffs
|  | 1er tour         | 1er tour               | 1er tour              |   |                        | Demi-finales de Conférence | Demi-finales de Conférence | Demi-finales de Conférence |  |   | Finales de Conférence | Finales de Conférence | Finales de Conférence |  |    | Finales NBA     | Finales NBA | Finales NBA |
|  |                  |                        |                       |   |                        |                            |                            |                            |  |   |                       |                       |                       |  |    |                 |             |             |
|  | 1                | Magic d'Orlando        | 3                     |   |                        |                            |                            |                            |  |   |                       |                       |                       |  |    |                 |             |             |
|  | 8                | Celtics de Boston      | 1                     |   |                        |                            |                            |                            |  |   |                       |                       |                       |  |    |                 |             |             |
|  | 8                | Celtics de Boston      | 1                     |   | 1                      | Magic d'Orlando            | 4                          |                            |  |   |                       |                       |                       |  |    |                 |             |             |
|  |                  |                        |                       |   | 1                      | Magic d'Orlando            | 4                          |                            |  |   |                       |                       |                       |  |    |                 |             |             |
|  |                  | 5                      | Bulls de Chicago      | 2 |                        |                            |                            |                            |  |   |                       |                       |                       |  |    |                 |             |             |
|  | 4                | 5                      | Bulls de Chicago      | 2 | Charlotte Hornets      | 1                          |                            |                            |  |   |                       |                       |                       |  |    |                 |             |             |
|  | 4                |                        |                       |   | Charlotte Hornets      | 1                          |                            |                            |  |   |                       |                       |                       |  |    |                 |             |             |
|  | 5                | Bulls de Chicago       | 3                     |   |                        |                            |                            |                            |  |   |                       |                       |                       |  |    |                 |             |             |
|  | 5                | Bulls de Chicago       | 3                     |   |                        |                            |                            |                            |  | 1 | Magic d'Orlando       | 4                     |                       |  |    |                 |             |             |
|  | Conférence Est   |                        |                       |   |                        |                            |                            |                            |  | 1 | Magic d'Orlando       | 4                     |                       |  |    |                 |             |             |
|  |                  | 2                      | Pacers de l'Indiana   | 3 |                        |                            |                            |                            |  |   |                       |                       |                       |  |    |                 |             |             |
|  | 3                | 2                      | Pacers de l'Indiana   | 3 | Knicks de New York     | 3                          |                            |                            |  |   |                       |                       |                       |  |    |                 |             |             |
|  | 3                |                        |                       |   | Knicks de New York     | 3                          |                            |                            |  |   |                       |                       |                       |  |    |                 |             |             |
|  | 6                | Cavaliers de Cleveland | 1                     |   |                        |                            |                            |                            |  |   |                       |                       |                       |  |    |                 |             |             |
|  | 6                | Cavaliers de Cleveland | 1                     |   | 3                      | Knicks de New York         | 3                          |                            |  |   |                       |                       |                       |  |    |                 |             |             |
|  |                  |                        |                       |   | 3                      | Knicks de New York         | 3                          |                            |  |   |                       |                       |                       |  |    |                 |             |             |
|  |                  | 2                      | Pacers de l'Indiana   | 4 |                        |                            |                            |                            |  |   |                       |                       |                       |  |    |                 |             |             |
|  | 2                | 2                      | Pacers de l'Indiana   | 4 | Pacers de l'Indiana    | 3                          |                            |                            |  |   |                       |                       |                       |  |    |                 |             |             |
|  | 2                |                        |                       |   | Pacers de l'Indiana    | 3                          |                            |                            |  |   |                       |                       |                       |  |    |                 |             |             |
|  | 7                | Hawks d'Atlanta        | 0                     |   |                        |                            |                            |                            |  |   |                       |                       |                       |  |    |                 |             |             |
|  | 7                | Hawks d'Atlanta        | 0                     |   |                        |                            |                            |                            |  |   |                       |                       |                       |  | E1 | Magic d'Orlando | 0           |             |
|  |                  |                        |                       |   |                        |                            |                            |                            |  |   |                       |                       |                       |  | E1 | Magic d'Orlando | 0           |             |
|  |                  | O6                     | Rockets de Houston    | 4 |                        |                            |                            |                            |  |   |                       |                       |                       |  |    |                 |             |             |
|  | 1                | O6                     | Rockets de Houston    | 4 | Spurs de San Antonio   | 3                          |                            |                            |  |   |                       |                       |                       |  |    |                 |             |             |
|  | 1                |                        |                       |   | Spurs de San Antonio   | 3                          |                            |                            |  |   |                       |                       |                       |  |    |                 |             |             |
|  | 8                | Nuggets de Denver      | 0                     |   |                        |                            |                            |                            |  |   |                       |                       |                       |  |    |                 |             |             |
|  | 8                | Nuggets de Denver      | 0                     |   | 1                      | Spurs de San Antonio       | 4                          |                            |  |   |                       |                       |                       |  |    |                 |             |             |
|  |                  |                        |                       |   | 1                      | Spurs de San Antonio       | 4                          |                            |  |   |                       |                       |                       |  |    |                 |             |             |
|  |                  | 5                      | Lakers de Los Angeles | 2 |                        |                            |                            |                            |  |   |                       |                       |                       |  |    |                 |             |             |
|  | 4                | 5                      | Lakers de Los Angeles | 2 | SuperSonics de Seattle | 1                          |                            |                            |  |   |                       |                       |                       |  |    |                 |             |             |
|  | 4                |                        |                       |   | SuperSonics de Seattle | 1                          |                            |                            |  |   |                       |                       |                       |  |    |                 |             |             |
|  | 5                | Lakers de Los Angeles  | 3                     |   |                        |                            |                            |                            |  |   |                       |                       |                       |  |    |                 |             |             |
|  | 5                | Lakers de Los Angeles  | 3                     |   |                        |                            |                            |                            |  | 1 | Spurs de San Antonio  | 2                     |                       |  |    |                 |             |             |
|  | Conférence Ouest |                        |                       |   |                        |                            |                            |                            |  | 1 | Spurs de San Antonio  | 2                     |                       |  |    |                 |             |             |
|  |                  | 6                      | Rockets de Houston    | 4 |                        |                            |                            |                            |  |   |                       |                       |                       |  |    |                 |             |             |
|  | 3                | 6                      | Rockets de Houston    | 4 | Jazz de l'Utah         | 2                          |                            |                            |  |   |                       |                       |                       |  |    |                 |             |             |
|  | 3                |                        |                       |   | Jazz de l'Utah         | 2                          |                            |                            |  |   |                       |                       |                       |  |    |                 |             |             |
|  | 6                | Rockets de Houston     | 3                     |   |                        |                            |                            |                            |  |   |                       |                       |                       |  |    |                 |             |             |
|  | 6                | Rockets de Houston     | 3                     |   | 6                      | Rockets de Houston         | 4                          |                            |  |   |                       |                       |                       |  |    |                 |             |             |
|  |                  |                        |                       |   | 6                      | Rockets de Houston         | 4                          |                            |  |   |                       |                       |                       |  |    |                 |             |             |
|  |                  | 2                      | Suns de Phoenix       | 3 |                        |                            |                            |                            |  |   |                       |                       |                       |  |    |                 |             |             |
|  | 2                | 2                      | Suns de Phoenix       | 3 | Suns de Phoenix        | 3                          |                            |                            |  |   |                       |                       |                       |  |    |                 |             |             |
|  | 2                |                        |                       |   | Suns de Phoenix        | 3                          |                            |                            |  |   |                       |                       |                       |  |    |                 |             |             |
|  | 7                | Portland TrailBlazers  | 0                     |   |                        |                            |                            |                            |  |   |                       |                       |                       |  |    |                 |             |             |

## Meilleurs joueurs de la saison régulière
| Catégorie                      | Joueur           | Équipe                   | Statistiques |
| ------------------------------ | ---------------- | ------------------------ | ------------ |
| Points par match               | Shaquille O'Neal | Magic d'Orlando          | 29.3         |
| Rebonds par match              | Dennis Rodman    | Spurs de San Antonio     | 16.8         |
| Passes décisives par match     | John Stockton    | Jazz de l'Utah           | 12.3         |
| Contres par match              | Dikembe Mutombo  | Nuggets de Denver        | 3.9          |
| Pourcentage aux tirs           | Chris Gatling    | Warriors de Golden State | 63,3 %       |
| Pourcentage aux lancers-francs | Spud Webb        | Kings de Sacramento      | 93,4 %       |
| Pourcentage à 3 points         | Steve Kerr       | Bulls de Chicago         | 52,4 %       |

## Récompenses individuelles
- Most Valuable Player : David Robinson, San Antonio Spurs
- Rookie of the Year : Jason Kidd, Dallas Mavericks et Grant Hill, Detroit Pistons
- Defensive Player of the Year : Dikembe Mutombo, Denver Nuggets
- Sixth Man of the Year : Anthony Mason, Knicks de New York
- Most Improved Player : Dana Barros, Philadelphia 76ers
- Coach of the Year : Del Harris, Los Angeles Lakers
- Executive of the Year : Jerry West, Los Angeles Lakers
- J.Walter Kennedy Sportsmanship Award : Joe O'Toole, Hawks d'Atlanta

- All-NBA First Team
  - F - Karl Malone, Utah Jazz
  - F - Scottie Pippen, Chicago Bulls
  - C - David Robinson, San Antonio Spurs
  - G - John Stockton, Utah Jazz
  - G - Anfernee Hardaway, Orlando Magic

- All-NBA Second Team
  - F - Charles Barkley, Phoenix Suns
  - F - Shawn Kemp, Seattle SuperSonics
  - C - Shaquille O'Neal, Orlando Magic
  - G - Gary Payton, Seattle SuperSonics
  - G - Mitch Richmond, Sacramento Kings

- All-NBA Third Team :
  - F - Detlef Schrempf, Seattle SuperSonics
  - F - Dennis Rodman, San Antonio Spurs
  - C - Hakeem Olajuwon, Houston Rockets
  - G - Reggie Miller, Indiana Pacers
  - G - Clyde Drexler, Houston Rockets

- NBA All-Defensive First Team :
  - F - Dennis Rodman, San Antonio Spurs
  - F - Scottie Pippen, Chicago Bulls
  - C - David Robinson, San Antonio Spurs
  - G - Gary Payton, Seattle SuperSonics
  - G - Mookie Blaylock, Hawks d'Atlanta

- NBA All-Defensive Second Team :
  - F - Derrick McKey, Indiana Pacers
  - F - Horace Grant, Orlando Magic
  - C - Dikembe Mutombo, Denver Nuggets
  - G - Nate McMillan, Seattle SuperSonics
  - G - John Stockton, Utah Jazz

- NBA All-Rookie First Team :
  - Jason Kidd, Dallas Mavericks
  - Grant Hill, Detroit Pistons
  - Eddie Jones, Los Angeles Lakers
  - Brian Grant, Sacramento Kings
  - Glenn Robinson, Milwaukee Bucks

- NBA All-Rookie Second Team :
  - Juwan Howard, Washington Bullets
  - Donyell Marshall, Minnesota Timberwolves
  - Eric Montross, Celtics de Boston
  - Wesley Person, Phoenix Suns
  - Jalen Rose, Indiana Pacers
  - Sharone Wright, Philadelphia 76ers

- MVP des Finales : Hakeem Olajuwon, Houston Rockets